# Ortalis guttata
Ortalis guttata е вид птица от семейство Cracidae.

## Разпространение
Видът е разпространен в Боливия, Бразилия, Еквадор, Колумбия и Перу.